# 我的英雄學院：世界英雄任務
《我的英雄學院劇場版：世界英雄任務》是一部於2021年8月6日上映的日本動畫電影，由長崎健司執導，黑田洋介編劇，改編自漫畫家堀越耕平創作的漫畫系列《我的英雄學院》，同時也是該系列第三部劇場動畫。

## 登場角色
| 角色                     | 配音員             | 配音員             |
| 角色                     | 日本               | 臺灣               |
| 雄英高中1年A班學生       | 雄英高中1年A班學生 | 雄英高中1年A班學生 |
| ------------------------ | ------------------ | ------------------ |
| 綠谷出久                 | 山下大輝           | 錢欣郁             |
| 爆豪勝己                 | 岡本信彥           | 江志倫             |
| 轟焦凍                   | 梶裕貴             | 王辰驊             |
| 麗日御茶子               | 佐倉綾音           | 穆宣名             |
| 八百萬百                 | 井上麻里奈         | 連思宇             |
| 峰田實                   | 廣橋涼             | 穆宣名             |
| 蛙吹梅雨                 | 悠木碧             | 連思宇             |
| 耳郎響香                 | 真堂圭             | 穆宣名             |
| 切島銳兒郎               | 增田俊樹           | 王辰驊             |
| 上鳴電氣                 | 畠中祐             | 張騰               |
| 常闇踏陰                 | 細谷佳正           | 張騰               |
| 障子目藏                 | 西田雅一           | 黃天佑             |
| 瀨呂範太                 | 古島清孝           | 梁興昌             |
| 飯田天哉                 | 無台詞             | 無台詞             |
| 青山優雅                 | 無台詞             | 無台詞             |
| 蘆戶三奈                 | 無台詞             | 無台詞             |
| 尾白猿夫                 | 無台詞             | 無台詞             |
| 葉隱透                   | 無台詞             | 無台詞             |
| 砂藤力道                 | 無台詞             | 無台詞             |
| 口田甲司                 | 無台詞             | 無台詞             |
| 雄英高校1年B班學生       |                    |                    |
| 鐵哲徹鐵                 | 沖野晃司           | 梁興昌             |
| 取蔭切奈                 | 悠木碧             | 穆宣名             |
| 雄英高校3年級學生        |                    |                    |
| 天喰環                   | 上村祐翔           | 黃天佑             |
| 波動捻麗                 | 安野希世乃         | 連思宇             |
| 雄英高校教職員、職業英雄 |                    |                    |
| 歐爾麥特                 | 三宅健太           | 黃天佑             |
| 奮進人                   | 稻田徹             | 梁興昌             |
| 霍克斯                   | 中村悠一           | 江志倫             |
| 禮物麥克風               | 吉野裕行           | 張騰               |
| 森林神威                 | 北田理道           | 王辰驊             |
| 山嶺女俠                 | 名塚佳織           | 連思宇             |
| 龍九                     | 八木香織           | 穆宣名             |
| 胖胖橡膠                 | 興津和幸           | 梁興昌             |
| 水泥人                   | 大隈健太           | 江志倫             |
| 暴力虎鯨                 | 松田修平           | 李世揚             |
| 魃寧                     | 河內美里           | 連思宇             |
| 奧塞翁居民               |                    |                    |
| 洛迪·索爾                | 吉澤亮             | 喬資淯             |
| 皮諾                     | 林原惠             | 穆宣名             |
| 艾倫·基爾                | 野島裕史           | 黃天佑             |
| 世界英雄選拔隊           |                    |                    |
| 克蕾爾·伯恩絲            | 本名陽子           | 連思宇             |
| 薩拉姆                   | 宮園拓夢           | 黃天佑             |
| 敵人「Humarise」         |                    |                    |
| 弗雷克特·丹恩            | 中井和哉           | 張騰               |
| 貝洛絲                   | 伊瀨茉莉也         | 連思宇             |
| Sidero                   | 梅原裕一郎         | 張騰               |
| Serpenters               | 榎木淳彌           | 梁興昌             |
| Leviathan                | 坂田將吾           | 黃天佑             |

## 製作
2020年11月23日，官方的三個推特帳號公佈有關消息。2020年11月30日，正式公開第三部劇場版消息和釋出首張概念海報。2021年3月27日，公佈片名為，並預定於2021年8月6日在日本上映。

### 製作人員
- 原作、總監修、角色原案：堀越耕平《我的英雄學院》（集英社《週刊少年Jump》連載）
- 導演：長崎健司[2]
- 劇本：黑田洋介[2]
- 音樂：林友樹[2]
- 角色設計：馬越嘉彥[2]
- 動畫製作：BONES
- 製作：《我的英雄學院劇場版》製作委員會（東寶、讀賣電視台、集英社、BONES、日本電視台、電通、日本索尼音樂娛樂、Movic）
- 發行商：東寶

## 音樂
主題曲〈Empathy〉
作詞、作曲：後藤正文 / 編曲、歌：亞細亞功夫世代
插曲〈Flowers〉
作詞、作曲：後藤正文 / 編曲、歌：亞細亞功夫世代

## 票房
| 上一届： 《輝夜姬想讓人告白～ 天才們的戀愛頭腦戰～ Final》 | 2021年日本週末票房冠軍 第35週 | 下一届： 《尚氣與十環傳奇》      |
| 上一届： 《尚氣與十環傳奇》                                | 2021年日本週末票房冠軍 第37週 | 下一届： 《假面飯店2：假面之夜》 |

## 外部連結
- 官方网站 （日語）